# High-k
High-k — технология производства МОП полупроводниковых приборов с подзатворным диэлектриком, выполненным из материала со статической диэлектрической проницаемостью большей, чем у диоксида кремния (3,9). Реально применяющиеся в электронике материалы с высокой проницаемостью получили наименование «альтернативных диэлектриков», среди них диоксид циркония и диоксид гафния (для обоих проницаемость около 25). Название «high-k» происходит от не совсем стандартного обозначения диэлектрической проницаемости буквой {\displaystyle \kappa } (каппа), которая из-за не всеобщей распространённости греческих шрифтов заменилась латинской {\displaystyle k}. Правильное произношение: «хай-кэй», но нередко произносят «хай-ка». Традиционно для проницаемости используется символ {\displaystyle \varepsilon } (эпсилон), но термин «high-{\displaystyle \varepsilon }» не прижился. 

## Обоснование использования

Структура с традиционным диоксидом кремния в сопоставлении со структурой с high-k диэлектриком

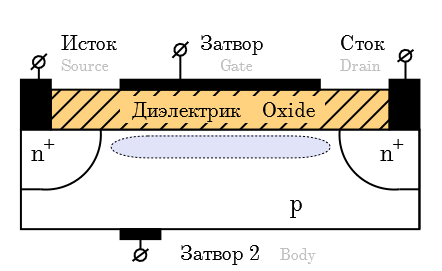
Транзистор с изолированным затвором. В роли диэлектрика могут выступать SiO_{2} или high-k материал. Сине-серым помечена область канала

Используемый в МОП транзисторах, в качестве материала подзатворного диэлектрика, диоксид кремния обладает рядом достоинств:
- выращивается на поверхности кристалла путём высокотемпературного окисления, что позволяет точно контролировать его толщину и однородность;
- имеет хорошую адгезию к кремниевой подложке;
- имеет низкую концентрацию дефектов.
- обладает хорошими изолирующими свойствами;
- имеет высокую химическую и термическую стабильность.

Однако, при его использовании, уменьшение размеров транзисторов наталкивается на принципиальные трудности.
Ток насыщения транзистора равен
{\displaystyle I_{D}={\frac {W}{L}}\mu \,C_{inv}{\frac {(V_{G}-V_{T})^{2}}{2}}},
где {\displaystyle I_{D}} — ток канала; {\displaystyle W} — ширина канала; {\displaystyle L} — длина канала; {\displaystyle \mu } — подвижность носителей; {\displaystyle C_{inv}} — ёмкость затвора в режиме инверсии структуры; {\displaystyle V_{G}} — напряжение на затворе транзистора; {\displaystyle V_{T}} — напряжение формирования инверсионного слоя (напряжение открытия транзистора).
Ёмкость затвора транзистора, имеющего идеализированную плоскопараллельную форму, равна
{\displaystyle C={\frac {\kappa \varepsilon _{0}S}{d}}},
где {\displaystyle \kappa } — диэлектрическая константа материала (иногда обозначают как {\displaystyle \varepsilon }); {\displaystyle \varepsilon _{0}} — электрическая постоянная; {\displaystyle S} — площадь затвора; {\displaystyle d} — толщина диэлектрика.
При уменьшении площади транзистора ёмкость затвора падает, что ограничивает протекающий через него ток. Одним из способов увеличения ёмкости затвора является уменьшение толщины подзатворного диэлектрика. Но при достижении {\displaystyle d} менее 3 нм возникает ток утечки, обусловленный туннелированием зарядов через диэлектрик. При дальнейшем уменьшении толщины диэлектрика, ток утечки возрастает экспоненциально.
Другой проблемой, возникающей при уменьшении толщины подзатворного диэлектрика, является ухудшение надёжности прибора. Движение носителей заряда в транзисторе приводит к возникновению дефектов в диэлектрике и в его сопряжении с подложкой. Уменьшение толщины диэлектрика уменьшает критический уровень количества дефектов, при достижении которого происходит отказ прибора.
Изготовление подзатворного диэлектрика из материала с высокой диэлектрической проницаемостью позволяет увеличить его толщину, одновременно увеличивая ёмкость затвора, обеспечивая снижение тока утечки на несколько порядков по сравнению с более тонким диэлектриком из диоксида кремния, обеспечивающим равную ёмкость затвора. Применительно к слою high-k материала существует понятие «эквивалентная толщина окисла» (англ. equivalent oxide thickness, EOT), означающее толщину условной плёнки SiO2, дающую ту же ёмкость:
{\displaystyle EOT={\frac {3.9}{\kappa }}\cdot d},
где {\displaystyle d} — физическая толщина изучаемого слоя (заменять слово «эквивалентная» в термине каким-либо другим нельзя). За счёт {\displaystyle \kappa } величина {\displaystyle EOT} может оказаться крайне малой, в том числе менее 1 нм. 
Но использование плёнок high-k диэлектриков может привести к снижению подвижности носителей заряда в канале транзистора, так как плотность дефектов на границе раздела «high-k-материал»/Si выше, чем в случае SiO2/Si. Поэтому нередко сначала формируют предельно тонкий, менее 0.5 нм, подслой SiO2, на который уже наносится high-k плёнка. Получившийся как бы двухслойный диэлектрик носит название «диэлектрический стек» (англ. dielectric stack, gate stack). Среди наиболее популярных сочетаний материалов в таком стеке: HfO2/SiO2.
В микроэлектронике High-k диэлектрики (чаще всего диоксид гафния) используются при производстве так называемых HKMG (High-K Metal Gate) транзисторов, используемых в интегральных схемах с проектными нормами 65, 45 и 32 нм. В них кроме использования высокопроницаемого диэлектрика пришлось отказаться от использования поликремния в качестве материала затвора, заменив на металлический сплав, разный для n-канальных и p-канальных транзисторов, откуда и появилось название «Metal Gate» (с англ. — «металлический затвор»).